# Друга шанса (филм из 2016)
Друга шанса (тур. İkinci şans) је турски љубавно–драмски филм из 2016. године који је режирао и написао Озџан Дениз са њим и Нургул Јешилчај у главним улогама. Представља видео на захтев. 

## Радња
Лепа професорка математике Јасемин упознаје харизматичног власника ресторана Кемала, чији су специјалитети базирани на месу и гурманлуку. Јасемин ради, а уз то је и самохрана мајка, која се опоравља од лошег брака. Кемал је друштвен тип, који не брине превише и који би да побегне од прошлости. Њихови путеви се укрштају. Док се упознају, сазнају да обоје траже другу шансу.

## Улоге
| Глумци          | Улога   |
| --------------- | ------- |
| Озџан Дениз     | Кемал   |
| Нургул Јешилчај | Јасемин |
| Месут Џан Томај | Махмут  |
| Толга Дениз     | Месут   |
| Афра Сарачоглу  | Чичек   |
| Берин Арисој    |         |
| Фулија Ширин    |         |
| Анил Алтиноз    |         |
| Ајбике Туран    |         |

## Премијера
У Турској је премијерно приказан у биоскопима 17. новембра 2016. У Италији је емитован у ударном термину на Каналу 5, 2. августа 2024.